# 에르콜레 발디니
에르콜레 발디니(Ercole Baldini, 1933년 1월 26일 – 2022년 12월 1일)는 이탈리아의 사이클리스트였다. 아마추어로서 그는 1956년에 도로 경주에서 올림픽 금메달과 트랙 개인 추격에서 세계 타이틀을 획득했다. 이듬해에 그는 프로로 전향했고, 1958년에는 도로 경주와 Giro d' 경주에서 세계 타이틀을 획득했다. 이탈리아. 그는 계속해서 육상 경기를 펼쳤고 1960년과 1964년 세계 선수권 대회 개인 추격 부문에서 동메달을 획득했다.

## 사망
2022년 12월 1일에 빌라노바에 위치한 자신의 집에서 89세의 나이로 사망했다.

## 같이 보기
- 1958년 지로 디탈리아